# Împreună pentru Catalonia (2020)
Împreună pentru Catalonia (în catalană Junts per Catalunya, prescurtat Junts) este un partid politic catalan fondat în iulie 2020 de fostul președinte al Cataloniei, Carles Puigdemont, lansat pe 2 iulie ca rezultat al negocierilor de fondare cu Partidul Democrat European Catalan (PDeCAT) asupra reorganizării spațiului politic post-convergent sub umbrela „Împreună pentru Catalonia”. Congresul de fondare a partidului a avut loc între 25 iulie și 3 octombrie, după ce a fost lansat pe 18 iulie cu prezentarea publică a imaginilor și identității sale corporative de către Elsa Artadi și Marta Madrenas.
Noua versiune a partidului Împreună pentru Catalonia a fost formată din fuziunea Adunării Naționale pentru Republică (CNxR), Acțiunea pentru Republică (AxR), Verzii–Alternativa Verde (EV–AV) și elemente disociate din PDeCAT, cum ar fi Adunarea Independenței (RI.cat), dar vizează și eventuala încorporare a membrilor din partidele Democrații din Catalonia (DC ) și Candidatura Unitară Populară (CUP). Partidul urmează să coexiste cu vechea alianță Împreună pentru Catalonia ca urmare a ciocnirii între Puigdemont și PDeCAT asupra drepturilor de proprietate ale mărcii, cele ale partidului fiind preluate de primul, dar cel din urmă păstrând în continuare drepturile asupra coaliției electorale și a finanțării publice.

## Compoziție
| Partid | Partid                                          | Note                            |
| ------ | ----------------------------------------------- | ------------------------------- |
|        | Adunarea Națională pentru Republică (CNxR)      | Absorbit în iulie 2020.         |
|        | Acțiunea pentru Republică (AxR)                 |                                 |
|        | Verzii–Alternativa Verde (EV–AV)                |                                 |
|        | Adunarea Independenței (RI.cat)                 |                                 |
|        | Democrații pentru Catalonia (DC)                | S-a alăturat în decembrie 2020. |
|        | Mișcarea Stângii (MES)                          | S-a alăturat în decembrie 2020. |
|        | Solidaritatea Catalană pentru Independență (SI) | S-a alăturat în ianuarie 2021.  |

## Performanțe electorale

### Parlamentul Cataloniei
| Parlamentul din Catalonia |         |        |   |          |     |                |                       |
| Alegeri                   | Voturi  | %      | # | Seats    | +/– | Candidat lider | Statut în legislatură |
| 2021                      | 570,733 | 20.07% | 3 | 32 / 135 | 12  | Laura Borràs   | Coaliție (ERC–Junts)  |